# Cantonul Lembeye
Cantonul Lembeye este un canton din arondismentul Pau, departamentul Pyrénées-Atlantiques, regiunea Aquitania, Franța.

## Comune
- Anoye
- Arricau-Bordes
- Arrosès
- Aurions-Idernes
- Bassillon-Vauzé
- Bétracq
- Cadillon
- Castillon
- Corbère-Abères
- Coslédaà-Lube-Boast
- Crouseilles
- Escurès
- Gayon
- Gerderest
- Lalongue
- Lannecaube
- Lasserre
- Lembeye (reședință)
- Lespielle
- Luc-Armau
- Lucarré
- Lussagnet-Lusson
- Maspie-Lalonquère-Juillacq
- Momy
- Monassut-Audiracq
- Moncaup
- Monpezat
- Peyrelongue-Abos
- Samsons-Lion
- Séméacq-Blachon
- Simacourbe